# Европейская суперлига
Европейская суперлига (англ. European Super League), также известная как Лига объединения (англ. The Unify League (UL) — проект планируемого ежегодного соревнования по футболу, в котором должны принять участие определённое число европейских клубов. В апреле 2021 года, после долгих спекуляций по поводу возможного формирования данного турнира, от руководителей клубов появилось официальное подтверждение создания Суперлиги. Она была учреждена двенадцатью клубами; ожидалось, что к ним присоединятся ещё три. Эти 15 клубов должны были стать постоянными участниками Суперлиги, а ещё пять команд могли ежегодно претендовать на участие в турнире, которое будет зависеть от их достижений в предыдущем сезоне. По заявлению руководства Суперлиги, данное соревнование должно было начаться «как можно скорее». Флорентино Перес стал первым председателем этого турнира.

## История
Молодёжь больше не интересуется футболом, потому что стало много некачественных матчей, у них есть другие площадки, чтобы отвлечься.
Предложения о создании соревнования, в котором принимали бы участие лучшие клубы мира, поступали ещё в 1998 году, однако тогда развить данную идею не удалось. В течение следующих двух десятилетий с разной периодичностью продолжали возникать новости относительно возможного появления Суперлиги. Так, в ноябре 2018 года о возможном создании элитной футбольной лиги заявлял немецкий Der Spiegel.
18 апреля 2021 года о создании Суперлиги было объявлено официально. Это было сделано накануне заседания Исполнительного комитета УЕФА, который намеревался обновить формат проведения и расширить Лигу чемпионов УЕФА с сезона 2024/25.
Объявление о создании нового турнира вызвало негативную реакцию со стороны УЕФА, входящих в его состав футбольных ассоциаций и высших дивизионов футбольных лиг Англии, Италии и Испании, клубы которых и выступили основателями Суперлиги. Представители УЕФА заявили, что все клубы, участвующие в Суперлиге, будут отстранены от выступления во всех других внутренних, европейских и мировых соревнованиях, а игрокам этих команд может быть запрещено выступать в своих национальных сборных. Футбольные федерации и высшие лиги Франции и Германии также опубликовали заявления, выражающие отрицательную позицию в отношении создания Суперлиги. Ассоциация европейских клубов (англ. ECA — European Club Association) выразила аналогичный протест, при этом её председатель Андреа Аньелли (который по совместительству является президентом одного из клубов, заявивших об участии в Суперлиге — «Ювентуса») ушёл со своего поста и стал вице-председателем Суперлиги. Правление всех двенадцати клубов-основателей нового турнира распорядилось, чтобы клубы также вышли из ECA. Своё неодобрение в отношении появления нового турнира выразила и ФИФА.
После попытки запуска данного турнира планируется и образование женской Суперлиги.
31 мая стало известно, что Суперлига подала против ФИФА и УЕФА иск в Европейский суд за нарушение закона о конкуренции.
21 декабря 2023 года, суд вынес решение в пользу Суперлиги признав её блокировку незаконной. В суде постановили, что решение организаций о блокировке Суперлиги является нарушением закона о конкуренции.

## Клубы-основатели
- Арсенал
- Челси
- Тоттенхэм Хотспур

Команды Мадрида
- Атлетико Мадрид
- Реал Мадрид

Манчестерские команды
- Манчестер Сити
- Манчестер Юнайтед

Миланские команды
- Интернационале
- Милан

Двенадцать клубов были объявлены учредителями Суперлиги, ещё три должны были присоединиться к ним впоследствии. В список команд вошли шесть английских клубов, а также по три итальянских и испанских клуба. Всего же постоянными участниками Суперлиги должны были считаться пятнадцать команд.
- Арсенал (вышел из состава 20 апреля 2021 года)[15]
- Ливерпуль (вышел из состава 20 апреля 2021 года)[16]
- Манчестер Сити (вышел из состава 20 апреля 2021 года, повторно отказался от участия 21 декабря 2023 года)[17]
- Манчестер Юнайтед (вышел из состава 20 апреля 2021 года, повторно отказался от участия 21 декабря 2023 года)[18]
- Тоттенхэм Хотспур (вышел из состава 20 апреля 2021 года, повторно отказался от участия 21 декабря 2023 года)[19]
- Челси (вышел из состава 21 апреля 2021 года, повторно отказался от участия 21 декабря 2023 года)[20]
- Интернационале (вышел из состава 21 апреля 2021 года, повторно отказался от участия 21 декабря 2023 года)[21]
- Милан (вышел из состава 21 апреля 2021 года)[22]
- Ювентус (вышел из состава 6 июня 2023 года)
- Атлетико Мадрид (вышел из состава 21 апреля 2021 года, повторно отказался от участия 21 декабря 2023 года)[23]
- Реал Мадрид
- Барселона

20 апреля все шесть английских клубов покинули Суперлигу: первоначально официально о выходе объявил «Манчестер Сити», вскоре его примеру последовали остальные английские клубы. 21 апреля о выходе из Суперлиги объявили испанский клуб «Атлетико Мадрид» и итальянский «Интернационале». В тот же день пресс-релизы относительно участия в Суперлиге выпустили итальянские клубы «Милан» и «Ювентус», при этом не заявив в них напрямую о выходе из турнира.

## Формат турнира
Предполагается, что в соревновании примут участие двадцать команд, в том числе пятнадцать клубов-учредителей. Остальные пять мест будут распределены в соответствии с неким квалификационным механизмом, основанным на результатах всех остальных команд в предыдущем сезоне. Участвующие команды будут разделены на две группы по десять клубов, они будут проводить матчи в середине недели, чтобы по-прежнему иметь возможность принимать участие в своих национальных лигах. Три лучших клуба каждой группы пройдут в раунд плей-офф, а команды, занявшие четвёртое и пятое места в каждой группе, будут участвовать в стыковых матчах, чтобы определить двух последних участников стадии плей-офф, которая начнётся с четвертьфинала. Победители в четвертьфиналах и полуфиналах будут определяться по результатам двух игр, а финал Суперлиги будет проводиться за один матч на нейтральном поле, впоследствии этот формат был отменён.
21 декабря 2023 года был объявлен новый формат Суперлиги
- В турнире возьмут участие 64 клуба которые будут разделены на три лиги. Звездную, золотую и синюю
- В звездной и золотой будут участвовать 16 клубов в каждой лиге. Две группы по 8 клубов
- В синей лиге будут участвовать 32 клуба. Четыре группы по 8 клубов
- Каждый клуб сыграет 14 матчей, по 7 дома и 7 на выезде, матчи будут играться с сентября по апрель
- Лига будет состоять из двух стадий, чемпионата и плей-офф
- В плей-офф выходят 4 лучших клуба из каждой группы в звездной и золотой лиге, в синей 2 лучших клуба из каждой группы. Плей-офф начнётся со стадии 1/4 финала, будет сыграно два матча дома и на выезде на каждой стадии а финалы проведены на нейтральном поле. Всего будет 3 чемпиона
- В дивизионах так же будет система повышения и понижения, в звездной и золотой лиге два клуба занявшие последние места в группах будут заменены финалистами прошлого сезона
- В синей лиге каждый сезон 20 из 32 клубов будут заменены новыми на основе их результатов в национальных чемпионатах
- Матчи будут проводиться посередине недели

## Финансы
В данном соревновании предусмотрены возможные неограниченные выплаты клубам, которые могут увеличиваться вместе с потенциальными доходами Суперлиги. Организация заявила, что эти выплаты могут быть выше, чем в существующих европейских соревнованиях. Американский финансовый холдинг JPMorgan Chase, как сообщается, является основным финансовым спонсором запланированной Суперлиги.

## Руководство
Следующие персоналии были утверждены руководителями Суперлиги:
| Должность         | Имя                | Другая деятельность                      |
| ----------------- | ------------------ | ---------------------------------------- |
| Председатель      | Флорентино Перес   | Президент клуба «Реал Мадрид»            |
| Вице-председатель | Андреа Аньелли     | Президент клуба «Ювентус»                |
| Вице-председатель | Джоэл Глейзер      | Сопредседатель клуба «Манчестер Юнайтед» |
| Вице-председатель | Джон Уилльям Генри | Владелец клуба «Ливерпуль»               |
| Вице-председатель | Стэн Кронке        | Владелец клуба «Арсенал»                 |

## Критика
УЕФА, а также футбольные ассоциации Англии, Италии и Испании выпустили совместное заявление, осуждающее создание Суперлиги. УЕФА заявил, что все клубы, которые примут участие в этом турнире, будут дисквалифицированы из национальных, европейских и мировых турниров, а игроки потеряют право выступать за свои национальные сборные.
Крупнейшие объединения болельщиков всех шести английских клубов, вошедших в Суперлигу, включая The Arsenal Supporters' Trust («Арсенал»), Spirit of Shankly («Ливерпуль»), Manchester City FC Official Supporters Club («Манчестер Сити»), Manchester United Supporters’ Trust («Манчестер Юнайтед»), Tottenham Hotspur Supporters' Trust («Тоттенхэм Хотспур») и Chelsea Supporters' Trust («Челси»), также осудили создание Суперлиги.
Итогом всех этих противоречий стало прозвучавшее 21 апреля 2021 года, спустя три дня после официального запуска проекта, заявление о приостановке всех его операций.
21 декабря 2023 года, после официального учреждения Суперлиги, правительство Великобритании, совместно с министерством спорта и АПЛ, начало готовить законопроект о запрете участия английских клубов в Суперлиге, пригрозив клубам, которые попытаются туда вступить, снятием 30 очков и штрафом в 29 миллионов евро. Глава Итальянской Федерации Футбола пообещал исключить из федерации клубы, которые попытаются туда вступить. Также от участия уже в первый день отказались:
- Атлетико Мадрид, Севилья, Кадис, Валенсия, Жирона, Реал Сосьедад, Вильярреал, Леванте, Гранада, Вальядолид
- Манчестер Юнайтед, Лутон Таун, Манчестер Сити, Тоттенхэм, Челси
- ПСЖ, Монако, Лион
- Бавария, Боруссия Дортмунд
- Аталанта, Пескара
- Селтик
- Брага
- Копенгаген
- Фенербахче

22 декабря от участия отказались следующие клубы
- Хетафе, Лас-Пальмас, Реал Бетис, Осасуна, Райо Вальекано, Альмерия, Сельта, Мальорка, Алавес
- Арсенал, Астон Вилла, Кристал Пэлас, Ливерпуль
- Байер, РБ Лейпциг
- Шахтёр

1 июня 2024 года от участия отказался следующий клуб
- Ювентус

Таким образом, от участия в Суперлиге отказались все клубы Ла Лиги, за исключением клубов-основателей и «Атлетика Бильбао», который решение об участии или отказе не принимал.

### Коментарии
1. ↑  Планируемое количество команд: 96 (мужские)
32 (женские)[1]